# Patrick Campbell
Patrick Campbell (* 1779 in Duntroon, Schottland; † 1857) war ein britischer Militär und Diplomat.
Sein Vater, Neil Campbell (1736–1791) und seine beiden älteren Brüder, James Campbell (1773–1799) und Neil Campbell (1776–1827) waren Offiziere der British Army.
Patrick Campbell begann seine Militärkarriere unter Ralph Abercromby in der Karibik. 1800 wurde er Brigade Major der Royal Artillery in Gibraltar und erreichte den Rang eines britischen Major-General. 1809 während der napoleonischen Kriege auf der iberischen Halbinsel trat er als Kriegsfreiwilliger in das Ejército de Tierra ein und wurde in der Schlacht von Talavera eingesetzt. 1811 erhielt er ein Kommando über ein leichtes Infanterie-Regiment. Er wurde in den Orden Karls III. und den Ferdinandsorden aufgenommen. Sein letzter militärischer spanischer Rang war der eines Teniente coronel. 1823 trat er in den britischen auswärtigen Dienst ein. Noch im selben Jahr wurde er zusammen mit James Henderson und John Potter Hamilton als Beauftragter (engl. Commissioner) in den neu gegründeten Staat Kolumbien entsandt. Henderson diente nach Abschluss eines Freundschaftsvertrages zwischen Großbritannien und Kolumbien (engl. Treaty of Amity) bis 1829 als Generalkonsul. Hamilton und Campbell fungierten als britische Gesandte. Am 29. Dezember 1826 wurde Campbell zum Botschaftssekretär in Kolumbien ernannt.
Am 7. Januar 1833 wurde er zum britischen Generalkonsul in Ägypten berufen und bekleidete dieses Amt bis 1841. Am 13. August 1841 wurde er in den Ruhestand versetzt. Richard William Howard Vyse benannte eine bei der Erforschung der Cheops-Pyramide entdeckte Kammer nach Patrick Campbell, der an der Finanzierung der Ausgrabungen beteiligt gewesen war.